# Beijing CB4
Der Beijing CB4 ist eine Oberklasse-Limousine des chinesischen Automobilherstellers Beijing Automobile Works, die von 1958 bis 1962 in sehr geringen Stückzahlen produziert wurde.

## Entstehungsgeschichte
Der in Peking ansässige Betrieb Beijing Automobile Works (BAW) wurde 1953 gegründet. BAW stellte zunächst Zubehörteile für chinesische Fahrzeuge her, vor allem Vergaser, Benzinpumpen, Scheinwerfer und kleinere Blechteile. 1958 begann BAW mit der Produktion eigener Personenkraftwagen. Das erste Modell war eine kleine Limousine mit einem 1,2 Liter großen Heckmotor, die dem VW Käfer nachempfunden war und bis 1960 als Jinggangshan unter der Marke Jinggangshan vertrieben wurde.
Im selben Jahr entwickelte BAW auf eigene Initiative auch ein großes Repräsentationsfahrzeug. Im Juli 1958 – einen Monat vor dem von China FAW Group (FAW) entwickelten Hongqi CA72 –  präsentierte BAW den Prototyp eines viertürigen Cabriolets mit einer Karosserie im zeitgenössischen US-amerikanischen Stil. Einige Dokumentationen beschreiben das Auto als Phaeton. Die Modellbezeichnung lautete Dong Guang (deutsch: „Der Osten glüht“). Wenig später entstand bei BAW auch eine geschlossene Version des Dong Guang, von der insgesamt drei oder um sechs Exemplare gefertigt wurden.
Auf der Grundlage des Dong Guang entstanden die Serienmodelle der viertürigen Limousine, die die Bezeichnung Beijing CB4 erhielt. Der CB4 konnte sich nicht gegen den Hongqi CA72 durchsetzen. Seine Produktion lief 1962 aus. Seitdem deckten allein der Hongqi CA72 und sein Nachfolger CA770 das Segment der Repräsentationsfahrzeuge ab. 1964 nahm BAW die Produktion des Geländewagens Beijing BJ212 auf, der in großen Stückzahlen gefertigt wurde und das Unternehmen im Laufe der Jahre international bekannt machte. In den 1970er-Jahren versuchte BAW mit dem Beijing BJ750 noch einmal, einen Personenkraftwagen zu etablieren; das Modell entstand aber wiederum nur in sehr geringen Stückzahlen.

## Modellbeschreibung
Der Beijing CB4 war eine viertürige Limousine mit zwei Sitzreihen. Er war kürzer als der Hongqi, der einen sehr langen Passagierraum hatte und im Fond mit einer zusätzlichen, ausklappbaren Sitzreihe ausgestattet war.
Zur Technik des CB4 gibt es nur wenige Informationen; das Modell gilt auch in der Fachliteratur als „Mysterium.“ Anders als andere zeitgenössische Konstruktionen wurde der CB4 weder öffentlich ausgestellt noch machten die Verantwortlichen Angaben zu Details.
Nach zeitgenössischen Berichten wurde das Beijing-Cabriolet von einem Achtzylinder-Ottomotor angetrieben, der auf der im Hongqi CA72 verwendeten Konstruktion beruhte. Im Falle des Cabriolets soll die Motorleistung etwa 250 PS betragen haben. In der Automobilliteratur wird vielfach, aber nicht einheitlich davon ausgegangen, dass dieser Motor auch in der Limousine CB4 eingesetzt wurde. Eine Quelle gibt seinen Hubraum mit ca. 6,0 Litern an, eine andere geht abweichend davon von einem Sechszylindermotor mit 150 PS aus.
Zum Fahrwerk des CB4 finden sich in der Literatur keine Angaben. Eine Quelle berichtet, der CB4 habe eine Servolenkung gehabt und sei mit unzuverlässigen, zum Überhitzen neigenden Saugluftbremsen ausgestattet gewesen.
Stilistisch orientierte sich der CB4 an zeitgenössischen US-amerikanischen Automobilen. Der CB4 hatte vorn Doppelscheinwerfer und eine Panorama-Windchutzscheibe. Besonderes Merkmal war ein Knick in der Gürtellinie im Bereich der hinteren Türen. Beobachter erkennen eine Ähnlichkeit zu Buick-Fahrzeugen des Modelljahrs 1958. Insgesamt sah der CB4 moderner aus als der zu gleicher Zeit vorgestellte Hongqi CA72, dessen Design auf einem Chrysler-Entwurf von 1955 beruhte.

## Produktion
Der Beijing CB4 wurde von 1958 bis 1962 in insgesamt 22 Exemplaren hergestellt. Nach übereinstimmenden Angaben in der Automobilliteratur existiert heute nur noch ein Fahrzeug, das in Changchun ausgestellt ist.